# Kanton Saint-Bonnet-le-Château
Der Kanton Saint-Bonnet-le-Château war bis 2015 ein französischer Wahlkreis im Arrondissement Montbrison, im Département Loire und in der früheren Region Rhône-Alpes. Er umfasste elf Gemeinden, Hauptort war Saint-Bonnet-le-Château. Vertreter im conseil général des Départements war zuletzt Bernard Fournier.

## Gemeinden
| Gemeinde                         | Einwohner Jahr | Fläche km² | Bevölkerungsdichte | Code INSEE | Postleitzahl |
| -------------------------------- | -------------- | ---------- | ------------------ | ---------- | ------------ |
| Aboën                            | 401 (2013)     | 8,96       | 45 Einw./km²       | 42001      | 42380        |
| Apinac                           | 424 (2013)     | 15,35      | 28 Einw./km²       | 42006      | 42550        |
| Estivareilles                    | 696 (2013)     | 22,56      | 31 Einw./km²       | 42091      | 42380        |
| Merle-Leignec                    | 312 (2013)     | 16,17      | 19 Einw./km²       | 42142      | 42380        |
| Rozier-Côtes-d’Aurec             | 454 (2013)     | 13,89      | 33 Einw./km²       | 42192      | 42380        |
| Saint-Bonnet-le-Château          | 1583 (2013)    | 1,87       | 847 Einw./km²      | 42204      | 42380        |
| Saint-Hilaire-Cusson-la-Valmitte | 330 (2013)     | 18,31      | 18 Einw./km²       | 42235      | 42380        |
| Saint-Maurice-en-Gourgois        | 1744 (2013)    | 31,83      | 55 Einw./km²       | 42262      | 42240        |
| Saint-Nizier-de-Fornas           | 661 (2013)     | 15,88      | 42 Einw./km²       | 42266      | 42380        |
| La Tourette                      | 563 (2013)     | 5,65       | 100 Einw./km²      | 42312      | 42380        |
| Usson-en-Forez                   | 1484 (2013)    | 47,24      | 31 Einw./km²       | 42318      | 42550        |